# Heidesee (Halle)
Der Heidesee liegt im Stadtteil Nietleben der Stadt Halle (Saale). Er entstand als Bergbaufolgelandschaft im ehemaligen Ammendorfer Revier und wird heute als Freibad unter dem Namen Heidebad genutzt.

## Namensgeschichte
Die Bezeichnung Heidesee leitet sich vom nahen Waldgebiet Dölauer Heide ab, an dessen südlichem Rand der See liegt. Der See wird auch Bruchfeldsee genannt und ist anthropogen.

## Geschichte, Geographie und Entstehung
Der Heidesee kann als Zentrum des ehemaligen Grubenfeldes bei Nietleben bezeichnet werden. Seit dem 18. Jahrhundert wurde hier zunächst im Tagebau, später im Untertagebau Braunkohle gewonnen. Die hier relativ hoch lagernde Braunkohle wurde in oberflächennahen Untertagebauen (Gruben) gefördert. Dies führte in späterer Zeit zu Einbrüchen und Geländeabsenkungen. Daher leitet sich wohl der Name Bruchfeld, bzw. Bruchfeldsee ab.
Ab 1826 wurde an der Stelle des heutigen Sees die ein Jahr zuvor gefundene Braunkohle in der Grube Neuglück gefördert. Nach Abbau der Kohle wurde die Grube 1931 geschlossen. Durch den Grundwasseranstieg bzw. die Flutung des Tagebaurestlochs bei Schließung der Grube entstand der Heidesee. Er ist ca. 800 m lang, bis zu 300 m breit und hat eine Wasserfläche von ca. 12,5 ha. Zur Regulierung des Wasserspiegels existiert für den See eine künstliche Wasserhaltung in den Saugraben.

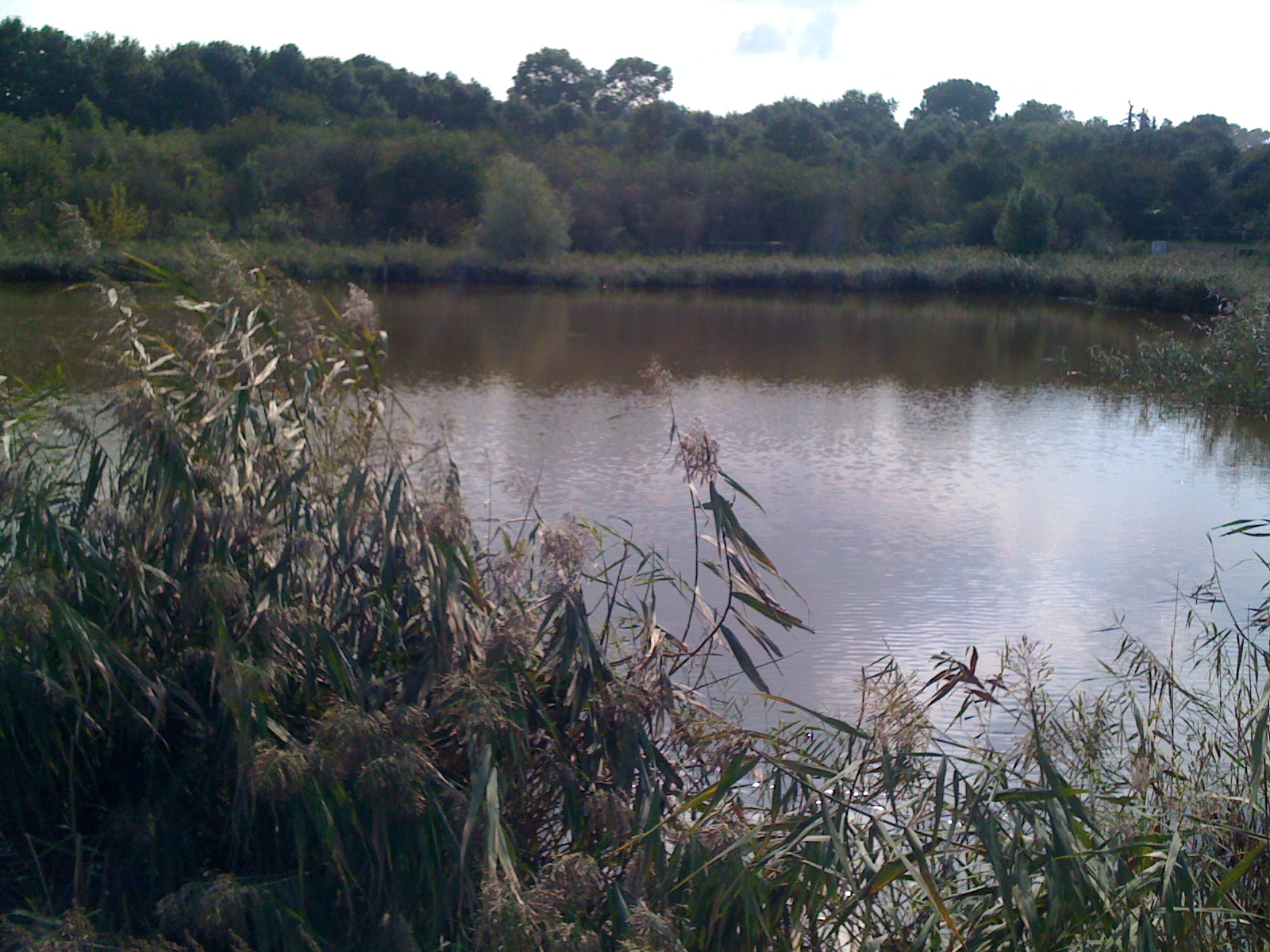
Westlicher Nebensee (Ottoteich)

## Landschaftsschutzgebiet
Bereits bei Schließung der Grube begannen im nordwestlichen Bereich des Sees Aufforstungen. Ein weiterer Teil wurde für Obstplantagen und Kleingärten zur Verfügung gestellt. 1954 wurde weiter aufgeforstet. Die Hänge nordwestlich des Sees und ein westlich anschließender wesentlich kleinerer See, der Ottoteich, sind heute Landschaftsschutzgebiet, insbesondere wegen des Streuobstbewuchses sowie eines bedeutsamen Vorkommens der Erdkröte. Nicht zuletzt wegen der Einrichtung eines Landschaftsschutzgebietes zeichnet sich der See durch eine sehr gute Wasserqualität aus.

## Heutige Nutzung
Der durch die Flutung des Tagebaus entstandene See wird heute als Freibad genutzt. Das als Heidebad (auch Familien- und Naturbad Heidesee) betriebene Freibad gehört der Stadt Halle (Saale). Die heutige Nutzung wurde möglich, da die bis in die 1950er Jahre genutzten Flussbäder der Stadt Halle wegen Verschmutzung geschlossen wurden. Als Ersatz wurde am flachen Nordufer des Heidesees das städtische Volksbad „Heidesee“ vom Nationalen Aufbauwerk errichtet. Am 15. Dezember 1955 wurden die ersten Fundamentgräben für das Volksbad Heide gelegt. Im Sommer 1957 luden dann 500 Meter Sandstrand zur Erholung und Entspannung ein. Wegen des regen Zuspruches wurde die Badeanlage mehrfach erweitert. 1975 wurde der Sandstrand auf 700 Meter verlängert, zwei moderne Schwimmmeister-Türme, neue Garderoben-, Sanitäranlagen und ein zweiter Kassentrakt entstanden. Das so eingerichtete Bad erfreute sich viele Jahre großer Beliebtheit. Seit 2007 wird das Freibad privat bewirtschaftet; seit dieser Zeit wurden der Freizeitanlage zahlreiche Attraktionen hinzugefügt. Das Freibad verfügt heute über einen Textil- und einen FKK-Strand. Seit 2010 können Besucher des Freibades den neu eingerichteten Kletterwald nutzen. Der besondere Reiz des Bades resultiert daraus, dass das Seeufer hier unmittelbar an den Waldrand grenzt.